# George Mărutză
George Mărutză, menționat și George Măruță, (n. 1909 – d. 13 ianuarie 1968) a fost un actor român de teatru și film. A fost distins cu titlul de artist emerit (1957).
Absolvent al Conservatorului de Artă Dramatică din București, face cursuri de specializare la Paris, cu Louis Jouvet, și cursuri de canto la Berlin.
A jucat pe scenele teatrelor: Național, Comedia, Colorado, Național din Craiova și Municipal din București.
Debutează pe ecran în 1957. În continuare abordează numeroase partituri cinematografice circulând, fără efort, de la tonul tandru sau grav, interiorizat, la acela comic – între ele aflându-se, de altfel, măsura unei arte interpretative de amplu și nuanțat diapazon expresiv. Creațiile succesive din Setea (1961, r. Mircea Drăgan), „Omul de lângă tine” (1961), „Lupeni`29” (1962, r. Mircea Drăgan) sunt marcate de simpatia personajului său interpretativ, ca și de eleganța discretă a recitativului dozat cu subtilitate în intonația lui dramatică. Resursele bogate ale registrului de caracterizare se vor impune cu peremptorie eleganță de-a lungul creațiilor din Tudor (1963), Străinul (1964), Neamul Șoimăreștilor (1965) sau „Frumoasele vacanțe” (1967, r. Károly Makk).
– „Dicționarul actorilor de film”, Napoleon Toma Iancu, Editura Științifică și Enciclopedică, București, 1977
George Mărutză a avut și o bogată activitate în teatrul radiofonic, interpretând, între alte roluri, pe acela al lui Jeorling din „Sfinxul Ghețarilor”, adaptare după romanul lui Jules Verne.

## Filmografie
- Telegrame (1960)
- Secretul cifrului (1960)
- Mîndrie (1961)
- Setea (1961)
- Omul de lângă tine (1961) - inginerul Muică
- Puștiul (1962) - medicul chirurg
- Tudor (1963) - Ipsilanti
- Străinul (1964) - avocatul Salvator Varga
- Neamul Șoimăreștilor (1965) - Nicoriță Armașul
- Golgota (1966) - directorul minei
- Moartea Bessiei Smith (TV, 1966) - tatăl
- Judecătorul și călăul (TV, 1966) - comisarul Barlach
- Doisprezece oameni furioși (TV, 1966) - juratul Nr. 3

## Distincții
- Medalia Muncii (9 iunie 1954) „pentru merite deosebite în domeniul artei teatrale”[4]
- titlul de Artist Emerit al Republicii Populare Romîne (25 decembrie 1957) „cu prilejul împlinirii a zece ani de activitate a Teatrului Municipal din București, pentru merite deosebite în activitatea artistică”[3]
- Ordinul Muncii clasa a III-a (10 august 1964) „pentru merite deosebite în opera de construire a socialismului, cu prilejul celei de a XX-a aniversări a eliberării patriei”[5]
- Ordinul „Meritul Cultural” clasa a III-a (6 noiembrie 1967) „pentru merite deosebite în domeniul artei dramatice”[6]